# Anemone keiskeana
Anemone keiskeana là một loài thực vật có hoa trong họ Mao lương. Loài này được T.Itô ex Maxim. mô tả khoa học đầu tiên năm 1888.

## Hình ảnh

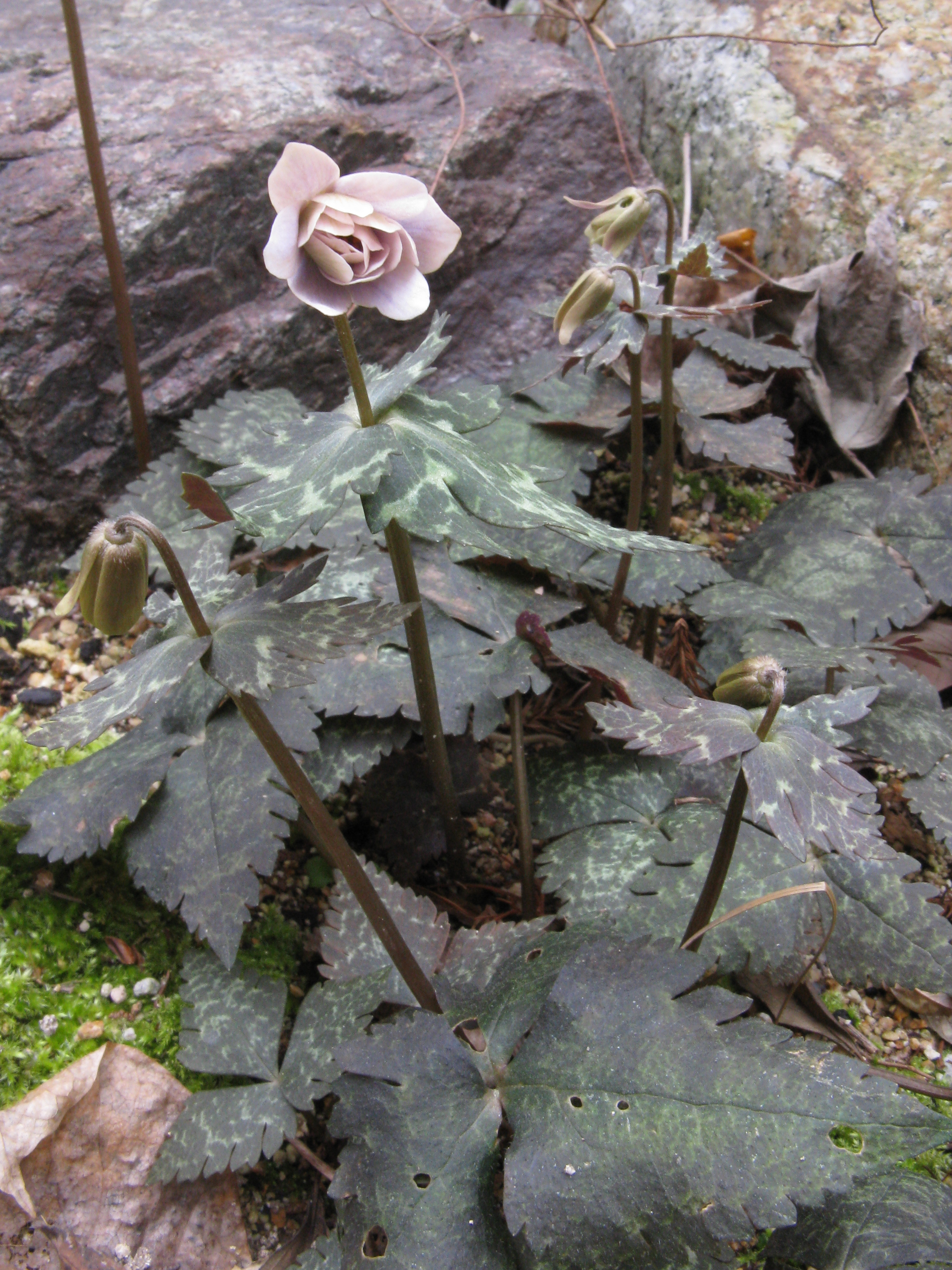